# Circle of Snakes
Circle of Snakes är det amerikanska hårdrockbandet Danzigs åttonde studioalbum. Albumet släpptes i augusti 2004 av Glenn Danzigs eget skivbolag Evilive Records i USA, och på Regain Records i Sverige.

## Låtlista
1. "Wotan's Procession" - 2:23
2. "Skin Carver" - 3:57
3. "Circle of Snakes" - 3:07
4. "1000 Devils Reign" - 3:47
5. "Skull Forest" - 5:07
6. "HellMask" - 3:14
7. "When We Were Dead" - 4:46
8. "Night, BeSodom" - 3:28
9. "My Darkness" - 4:21
10. "NetherBound" - 3:41
11. "Black Angel, White Angel" - 4:23

## Musiker
- Glenn Danzig - sång, gitarr, keyboard
- Bevan Davies - trummor
- Jerry Montano - bas
- Tommy Victor - gitarr